# Liste des édifices labellisés « Architecture contemporaine remarquable » de la Creuse
Cet article recense les édifices labellisés « Architecture contemporaine remarquable » de la Creuse, en France.
Le label « Architecture contemporaine remarquable » remplace depuis 2016 l'ancien label « Patrimoine du XXe siècle ». Il ne prend en compte que des édifices de moins de 100 ans à la date de labellisation, et qui ne sont pas protégés comme monuments historiques.
Au début 2024, la Creuse compte 11 édifices ainsi labellisés.

## Liste
| Monument                                | Commune          | Adresse                                            | Coordonnées                      | Notice     | Date | Illustration               |
| --------------------------------------- | ---------------- | -------------------------------------------------- | -------------------------------- | ---------- | ---- | -------------------------- |
| Bains-douches                           | Aubusson         | 12 rue Vaveix                                      | 45° 57′ 25″ nord, 2° 10′ 03″ est | ACR0000964 | 2013 | Image manquante Téléverser |
| Hôtel de ville                          | Aubusson         | 50 Grande Rue                                      | 45° 57′ 20″ nord, 2° 09′ 57″ est | ACR0000963 | 2013 | Hôtel de ville             |
| Bains-douches                           | Boussac          | 13 rue de la République                            | 45° 57′ 25″ nord, 2° 10′ 03″ est | ACR0000965 | 2013 | Image manquante Téléverser |
| Château d'eau                           | Boussac          | 7 rue du Château-d'Eau                             | 46° 20′ 49″ nord, 2° 13′ 34″ est | ACR0000966 | 2013 | Image manquante Téléverser |
| Bains-douches                           | Chénérailles     | 32 route de Gouzon                                 | 46° 06′ 49″ nord, 2° 10′ 33″ est | ACR0000967 | 2013 | Image manquante Téléverser |
| Barrage du Dorat                        | Faux-la-Montagne |                                                    | 45° 44′ 48″ nord, 1° 56′ 04″ est | ACR0000969 | 2013 | Image manquante Téléverser |
| Ateliers et bureaux Pinton              | Felletin         | 9 rue Préville                                     | 45° 52′ 56″ nord, 2° 10′ 17″ est | ACR0000971 | 2013 | Image manquante Téléverser |
| École nationale des métiers du bâtiment | Felletin         | Les Granges                                        | 45° 53′ 18″ nord, 2° 10′ 24″ est | ACR0000970 | 2013 | Image manquante Téléverser |
| Station-essence                         | Guéret           | Avenue Général-de-Gaulle Rue du Docteur-Manouvrier | 46° 10′ 15″ nord, 1° 52′ 24″ est | ACR0000972 | 2013 | Image manquante Téléverser |
| Maison B. et jardin                     | Mérinchal        | 9 rue de la Potence                                | 45° 55′ 18″ nord, 2° 29′ 15″ est | ACR0000973 | 2013 | Image manquante Téléverser |
| Rotonde du centre médical Alfred-Leune  | Sainte-Feyre     | Route des Bains                                    | 46° 08′ 25″ nord, 1° 53′ 14″ est | ACR0000974 | 2013 | Image manquante Téléverser |